# جورج كارباتي
جورج كارباتي (بالإنجليزية: George Karpati)‏ (مواليد 17 مايو 1934 في دبرتسن - الوفاة 6 فبراير 2009)، كان طبيب أعصاب كندي، وكان واحدا من أبرز الخبراء فيما يتعلق بالتشخيص، وعلاج الاضطرابات العصبية، وسوء التغذية العضلي، حيث أجرى عدة أبحاث فيها.

## السيرة الذاتية
ولد جورج في دبرتسن المجرية، وكان من الناجين من محرقة الهولوكوست، ليهاجر إلى كندا في 1957. وقد حاز على شهادة الدكتوراة من جامعة دالهاوسي عام 1960. وقضى كارباتي 30 سنة، في إجراء أبحاث وتعليم الإكلنيكية في مجال الأعصاب، وأنشأ في عام 1967 الفريق البحثي في مجال سوء التغذية العضلي في معهد الأعصاب بمونتريال في جامعة مكغيل.
في 2001، حصل على وسام كندا وذلك لإسهاماته في مجال سوء التغذية العضلي. وفي 2005، تم تعيينه فارسا من من قبل حكومة كيبيك في 1999، تم انتخابه زميلا في الجمعية الملكية بكندا. وإلى جانب كونه عضوا بها، فهو عضو كذلك بالأكاديمية الهنغارية للعلوم، وسنة 2006 حاز على جائزة ويلدر بنفيلد.
وتوفي جورج كارباتي في 6 فبراير 2009 عن عمر يناهز 74 سنة، وتم دفنه في مقبرة بارون دو هيرش في مونتريال.